# Сагг, Джо
Джозеф Грэм Сагг (англ. Joseph Graham "Joe" Sugg) — британский видеоблогер, автор и режиссёр. Имеет три канала на YouTube: ThatcherJoe, ThatcherJoeVlogs and ThatcherJoeGames.HM.

## Карьера
Канал «ThatcherJoe» был создан в ноябре 2011. В июле 2015 он достиг отметки 5,6 миллионов подписчиков. В сентябре 2016 года его канал насчитывает 7,3 миллиона подписчиков. Видео Джо направлены на аудиторию любых возрастов и для любого пола.
В 2014 году был создан, так называемый, «The YouTube Boyband», в который входили такие блогеры, как Каспар Ли, Маркус Батлер, Алфи Дейс, Джим Чапман и Джо Сагг. Они записали сингл под названием «It’s All About You(Tube)» для того, чтобы собрать деньги на благотворительный фонд Comic Relief.
В 2014 году Джо, как и его сестра Зои, записал кавер на песню «Do They Know It’s Christmas?» группы Band Aid 30 для сбора денег в поддержку лечения вирусного заболевания Эбола в Западной Африке.
В 2015 году Джо, вместе с Каспаром Ли, озвучили чаек — героев фильма Губка Боб в 3D. В том же году они заключили договор с BBC и сняли фильм «Joe & Caspar: Hit The Road», где они без телефонов и камер отправились в путешествие по Европе, чтобы заработать денег и вернуться домой. Фильм доступен также и с русскими субтитрами.В июле 2016 года завершил съёмки  «Joe & Caspar: Hit The Road:USA» c Каспаром Ли.Также, Сагг написал графический роман под названием «Username: Evie». Книга была создана совместно с Минди Лопкин, Эмрит Бирди, Мэт Ваймэн и Хоакин Дейрейра. Релиз состоялся 10 сентября 2015 года.19 июня 2016 года объявил о скором выходе второй книги Username:Regenerated.

## Личная жизнь
У Джо есть старшая сестра Зои Сагг (Zoella), которая также является успешным видеоблогером. Джо окончил среднюю школу «Corsham». Работал кровельщиком.
У Джо нет высшего образования.